# Ritzberry Fields
『Ritzberry Fields』（リッツベリーフィールズ）は、岡崎律子の3枚目のアルバムである。

## 概要
- タイトルは公式ファンクラブ名より取られた。
- 林原めぐみに提供した楽曲のセルフカバーを中心に構成されている、また林原が岡崎と出会うきっかけとなったOVA『1月にはChristmas』（原作：岩館真理子）の主題歌も新録音で収録されている。

## 収録曲
| #         | タイトル                        | 作詞       | 作曲      | 編曲       | 時間  |
| --------- | ------------------------------- | ---------- | --------- | ---------- | ----- |
| 1.        | 「Bon Voyage!」                 | 岡崎律子   | 岡崎律子  | 岩本正樹   | 4:23  |
| 2.        | 「素直な気持ち」                | 岡崎律子   | 岡崎律子  | 丸尾めぐみ | 4:41  |
| 3.        | 「夜明けの青いソファー」        | 田久保真見 | 小森田実  | 光宗信吉   | 3:58  |
| 4.        | 「はなれていても」              | 岡崎律子   | 岡崎律子  | 光宗信吉   | 4:14  |
| 5.        | 「4月の雪」                     | 岡崎律子   | 岡崎律子  | 西脇辰弥   | 6:21  |
| 6.        | 「約束」                        | 岡崎律子   | 岡崎律子  | 長谷川智樹 | 3:06  |
| 7.        | 「-Life-」                      | 岡崎律子   | 岡崎律子  | 岩本正樹   | 3:52  |
| 8.        | 「Shall we dance in the rain?」 | 岡崎律子   | 岡崎律子  | 光宗信吉   | 2:58  |
| 9.        | 「冬のないカレンダー」          | 田久保真見 | 羽田一郎  | 光宗信吉   | 4:44  |
| 10.       | 「Lucky&Happy」                 | 岡崎律子   | 岡崎律子  | 光宗信吉   | 4:27  |
| 11.       | 「愛されて 守られて」           | 岡崎律子   | 岡崎律子  | 岡崎律子   | 3:22  |
| 合計時間: | 合計時間:                       | 合計時間:  | 合計時間: | 合計時間:  | 46:06 |

## 楽曲解説
1. Bon Voyage!
  - 林原めぐみが主題歌を歌ったOVA『MINKY MOMO IN 旅だちの駅』テーマソング。林原が歌う音源はアルバム『SPHERE』にも収録されている。
2. 素直な気持ち
  - 林原のアルバム『SPHERE』に提供した楽曲。
3. 夜明けの青いソファー
  - 林原が主演したOVA『1月にはChristmas』オープニングテーマ。この曲と「冬のないカレンダー」のみ岡崎の作詞・作曲ではない。
4. はなれていても
  - 林原のアルバム『Bertemu』に提供した楽曲。
5. 4月の雪
  - テレビアニメ『魔法のプリンセスミンキーモモ』（新） CDドラマ「雪がやんだら…」挿入歌。
6. 約束
  - テレビアニメ『魔法のプリンセスミンキーモモ』（新） 最終回エンディングテーマ。
7. -Life-
  - 林原のシングル「Touch and Go!!」のカップリングに提供した楽曲。アルバム『Bertemu』にも収録された。
8. Shall we dance in the rain?（編曲：光宗信吉）
  - テレビアニメ『愛天使伝説ウェディングピーチ』で主演3人のユニット・FURIL（氷上恭子・宮村優子・野上ゆかな）が歌ったキャラクターソング「あなたの天使になりたい」の歌詞差し替え版。原曲の歌詞は別の作詞家が書いていたのと、当時の岡崎が歌うにはあまりには恥ずかしい内容だったため、自ら歌詞を書き直して歌った[1]。
9. 冬のないカレンダー
  - OVA『1月にはChristmas』エンディングテーマ。林原が岡崎と出会ったきっかけになったとラジオで語っていた。
10. Lucky&Happy
  - テレビアニメ『愛天使伝説ウェディングピーチ』に提供した楽曲。2007年に林原がテレビアニメ『がくえんゆーとぴあ まなびストレート!』エンディングテーマとしてカバーした。
11. 愛されて 守られて
  - 本作のために書き下ろされた楽曲。